# Cérémonie d'ouverture des Jeux du Commonwealth de 2022
Au cours de la cérémonie d'ouverture des Jeux du Commonwealth de 2022, qui s'est tenue le 28 juillet 2022, les athlètes portant le drapeau de leur nation respective ont dirigé leurs délégations nationales alors qu'ils défilaient dans Alexander Stadium dans la ville hôte de Birmingham, en Angleterre. Au total, 72 associations des Jeux du Commonwealth sont entrées dans le stade.

## Ordre du défilé
Conformément à la tradition, l'Australie (en tant qu'hôte des derniers jeux) est entrée en premier, suivie du reste de la région d'Océanie. Ensuite, tous les pays sont entrés par ordre alphabétique à partir de leurs régions respectives. Après l'Océanie, des pays d'Afrique, d'Amérique, d'Asie, des Caraïbes et enfin d'Europe entrent en scène. Le pays hôte, l'Angleterre, entre en dernier.

## Pays et porte-drapeaux
Vous trouverez ci-dessous une liste des pays qui défilent et leur porte-drapeau annoncé, dans le même ordre que le défilé. Cela peut être trié par nom de pays, nom du porte-drapeau ou sport du porte-drapeau. Les noms sont donnés sous la forme officiellement désignée par la CGF.
| Ordre | Pays                            | Porte-drapeaux          | Sport                                          | Réf    |
| ----- | ------------------------------- | ----------------------- | ---------------------------------------------- | ------ |
| 1     | Australie                       | Eddie Ockenden          | Hockey sur gazon                               | [ 1 ]  |
| 1     | Australie                       | Rachael Grinham         | Squash                                         | [ 1 ]  |
| 2     | Îles Cook                       | Aidan Zittersteijn      | Boulingrin                                     | [ 2 ]  |
| 2     | Îles Cook                       | Nooroa Mataio           | Boulingrin                                     | [ 2 ]  |
| 3     | Fidji                           | Semesa Naiseruvati      | Boulingrin                                     | [ 3 ]  |
| 3     | Fidji                           | Naibili Vatunisolo      | Athlétisme handisport                          | [ 3 ]  |
| 4     | Kiribati                        |                         |                                                |        |
| 5     | Nauru                           |                         |                                                |        |
| 6     | Nouvelle-Zélande                | Tom Walsh               | Athlétisme                                     | [ 4 ]  |
| 6     | Nouvelle-Zélande                | Joelle King             | Squash                                         | [ 4 ]  |
| 7     | Niue                            | Travis Tapatuetoa       | Boxe                                           | [ 5 ]  |
| 7     | Niue                            | Olivia Buckingham       | Boulingrin                                     | [ 5 ]  |
| 8     | Île Norfolk                     | Tim Sheridan            | Boulingrin                                     | [ 6 ]  |
| 8     | Île Norfolk                     | Shae Wilson             | Boulingrin                                     | [ 6 ]  |
| 9     | Papouasie-Nouvelle-Guinée       | John Ume                | Boxe                                           | ,      |
| 9     | Papouasie-Nouvelle-Guinée       | Rellie Kaputin          | Athlétisme                                     | ,      |
| 10    | Samoa                           |                         |                                                |        |
| 11    | Îles Salomon                    |                         |                                                |        |
| 12    | Tonga                           |                         |                                                |        |
| 13    | Tuvalu                          |                         |                                                |        |
| 14    | Vanuatu                         | Joe Mahit               | Judo                                           | [ 9 ]  |
| 14    | Vanuatu                         | Miller Pata             | Beach-volley                                   | [ 9 ]  |
| 14    | Vanuatu                         | Ellie Enock             | Athlétisme handisport Haltérophilie handisport | [ 9 ]  |
| 15    | Botswana                        |                         |                                                |        |
| 16    | Cameroun                        | Emmanuel Eseme          | Athlétisme                                     | [ 10 ] |
| 16    | Cameroun                        | Ayuk Otay Arrey Sophina | Judo                                           | [ 10 ] |
| 17    | Eswatini                        | Sibusiso Matsenjwa      | Athlétisme                                     | [ 11 ] |
| 17    | Eswatini                        | Hayley Hoy              | Natation                                       | [ 11 ] |
| 18    | Gambie                          |                         |                                                |        |
| 19    | Ghana                           |                         |                                                |        |
| 20    | Kenya                           | Ferdinand Omanyala      | Athlétisme                                     | [ 12 ] |
| 20    | Kenya                           | Carolina Wanjira        | Basket-ball à trois                            | [ 12 ] |
| 21    | Lesotho                         | Lerato Sechele          | Athlétisme                                     | [ 13 ] |
| 21    | Lesotho                         | Tumelo Makae            | Cyclisme                                       | [ 13 ] |
| 22    | Malawi                          |                         |                                                |        |
| 23    | Maurice                         | Merven Clair            | Boxe                                           | [ 14 ] |
| 23    | Maurice                         | Priscilla Morand        | Judo                                           | [ 14 ] |
| 23    | Maurice                         | Noemi Alphonse          | Athlétisme handisport                          | [ 14 ] |
| 24    | Mozambique                      | Caio Lobo               | Natation                                       | [ 15 ] |
| 24    | Mozambique                      | Alcinda Panguana        | Boxe                                           | [ 15 ] |
| 25    | Namibie                         | Ananias Shikongo        | Athlétisme handisport                          | [ 16 ] |
| 25    | Namibie                         | Christine Mboma         | Athlétisme                                     | [ 16 ] |
| 26    | Nigéria                         | Nnamdi Chinecherem      | Athlétisme                                     | [ 17 ] |
| 26    | Nigéria                         | Folashade Oluwafemiayo  | Haltérophilie handisport                       | [ 17 ] |
| 27    | Rwanda                          |                         |                                                |        |
| 28    | Seychelles                      | Keddy Agnes             | Boxing                                         | [ 18 ] |
| 28    | Seychelles                      | Natasha Chetty          | Athlétisme                                     | [ 18 ] |
| 29    | Sierra Leone                    |                         |                                                |        |
| 30    | Afrique du Sud                  | Christian Sadie         | Natation handisport                            | [ 19 ] |
| 30    | Afrique du Sud                  | Bongiwe Msomi           | Netball                                        | [ 19 ] |
| 31    | Tanzanie                        |                         |                                                |        |
| 32    | Ouganda                         |                         |                                                |        |
| 33    | Zambie                          |                         |                                                |        |
| 34    | Bahamas                         |                         |                                                |        |
| 35    | Belize                          |                         |                                                |        |
| 36    | Bermudes                        | Dage Minors             | Athlétisme                                     | [ 20 ] |
| 36    | Bermudes                        | Emma Keane              | Squash                                         | [ 20 ] |
| 37    | Canada                          | Josh Cassidy            | Athlétisme handisport                          | [ 21 ] |
| 37    | Canada                          | Maude Charron           | Haltérophilie                                  | [ 21 ] |
| 38    | Îles Malouines                  | Doug Clark              | Badminton                                      | [ 22 ] |
| 38    | Îles Malouines                  | Daphne Arthur-Almond    | Boulingrin                                     | [ 22 ] |
| 39    | Guyane                          | Keevin Allicock         | Boxe                                           | [ 23 ] |
| 39    | Guyane                          | Aliyah Abrams           | Athlétisme                                     | [ 23 ] |
| 40    | Sainte-Hélène                   |                         |                                                |        |
| 41    | Bangladesh                      |                         |                                                |        |
| 42    | Brunei                          |                         |                                                |        |
| 43    | Inde                            | Manpreet Singh          | Hockey sur gazon                               | ,      |
| 43    | Inde                            | P. V. Sindhu            | Badminton                                      | ,      |
| 44    | Malaisie                        | Bonnie Bunyau Gustin    | Haltérophilie handisport                       | [ 26 ] |
| 44    | Malaisie                        | Aifa Azman              | Squash                                         | [ 26 ] |
| 45    | Maldives                        | Zayan Zaki              | Badminton                                      | [ 27 ] |
| 45    | Maldives                        | Fathimath Nimal         | Tennis de table                                | [ 27 ] |
| 46    | Pakistan                        | Muhammad Inam           | Lutte                                          | ,      |
| 46    | Pakistan                        | Bismah Maroof           | Cricket                                        | ,      |
| 47    | Singapour                       | Terry Hee               | Badminton                                      | [ 30 ] |
| 47    | Singapour                       | Nur Aini Yasli          | Haltérophilie handisport                       | [ 30 ] |
| 48    | Sri Lanka                       | Indika Dissanayake      | Haltérophilie                                  | ,      |
| 48    | Sri Lanka                       | Chamari Athapaththu     | Cricket                                        | ,      |
| 49    | Anguilla                        |                         |                                                |        |
| 50    | Antigua-et-Barbuda              |                         |                                                |        |
| 51    | Barbade                         |                         |                                                |        |
| 52    | Îles Vierges britanniques       |                         |                                                |        |
| 53    | Îles Caïmans                    |                         |                                                |        |
| 54    | Dominique                       |                         |                                                |        |
| 55    | Grenade                         |                         |                                                |        |
| 56    | Jamaïque                        | Oshane Edie             | Rugby à sept                                   | [ 33 ] |
| 56    | Jamaïque                        | Jhaniele Fowler         | Netball                                        | [ 33 ] |
| 57    | Montserrat                      |                         |                                                |        |
| 58    | Saint-Christophe-et-Niévès      |                         |                                                |        |
| 59    | Sainte-Lucie                    |                         |                                                |        |
| 60    | Saint-Vincent-et-les-Grenadines |                         |                                                |        |
| 61    | Trinité-et-Tobago               |                         |                                                |        |
| 62    | Îles Turques-et-Caïques         | Courtney Missick        | Athlétisme                                     | [ 34 ] |
| 62    | Îles Turques-et-Caïques         | Arleigha Hall           | Natation                                       | [ 34 ] |
| 63    | Chypre                          | Marios Georgiou         | Gymnastique                                    | [ 35 ] |
| 63    | Chypre                          | Zoi Konstantopoulou     | Beach-volley                                   | [ 35 ] |
| 64    | Gibraltar                       | Derek Barbara           | Cyclisme                                       | [ 36 ] |
| 64    | Gibraltar                       | Holly O’Shea            | Haltérophilie                                  | [ 36 ] |
| 65    | Guernesey                       | Marc Cox                | Cyclisme                                       | [ 37 ] |
| 65    | Guernesey                       | Elena Johnson           | Badminton                                      | [ 37 ] |
| 66    | Île de Man                      | Mark Cavendish          | Cyclisme                                       | [ 38 ] |
| 66    | Île de Man                      | Laura Kinley            | Natation                                       | [ 38 ] |
| 67    | Jersey                          | Rhys Hidrio             | Cyclisme                                       | [ 39 ] |
| 68    | Malte                           | Kijan Sultana           | Squash                                         | [ 40 ] |
| 68    | Malte                           | Tenishia Thornton       | Haltérophilie                                  | [ 40 ] |
| 69    | Irlande du Nord                 | Martin McHugh           | Boulingrin                                     | [ 41 ] |
| 69    | Irlande du Nord                 | Michaela Walsh          | Boxe                                           | [ 41 ] |
| 70    | Écosse                          | Micky Yule              | Haltérophilie handisport                       | [ 42 ] |
| 70    | Écosse                          | Kirsty Gilmour          | Badminton                                      | [ 42 ] |
| 71    | Pays de Galles                  | Geraint Thomas          | Cyclisme                                       | [ 43 ] |
| 71    | Pays de Galles                  | Tesni Evans             | Squash                                         | [ 43 ] |
| 72    | Angleterre                      | Jack Laugher            | Plongeon                                       | [ 44 ] |
| 72    | Angleterre                      | Emily Campbell          | Haltérophilie                                  | [ 44 ] |